# Château de Lardeyrol
Le château de Lardeyrol est un château du XIe siècle  situé à Saint-Pierre-Eynac dans la Haute-Loire. Complètement détruites et exploitées au début du XXe siècle comme carrière, les ruines de l'édifice sont aujourd'hui une propriété privée non accessible.

## Situation
Situé sur la route du Puy, autrement dit la route nationale 88, sa position permettait naguère de contrôler les péages de Montferrat et de Glavenas.
La baronnie de Lardeyrol était une des  plus influentes du Velay, car la route entre Lyon et Le Puy-en-Velay était une des plus importantes de France durant l'époque féodale.

## Historique
Le château de Lardeyrol fut  construit vers 1021 / 1028, et durant deux siècles nous n'avons pas d'actes le  concernant, mais la présence dès cette époque d'un seigneur de Lardeyrol nommé Guido, qui avec son épouse Barnelde fit le don d'une mense au couvent de Chamalières.
En 1213, Pons de Chapteuil, rend hommage à l'évêque du Puy, comte de Velay, pour le château de Lardeyrol.
La date précise de destruction du château est floue, cependant un acte de vente datant de la Révolution indique que le château a déjà été démoli.